# Galleria dell’Accademia
Galleria dell’Accademia (Galeria Akademii) – włoskie muzeum we Florencji. Sąsiaduje z florencką akademią sztuk pięknych (Accademia di Belle Arti di Firenze), ale nie jest z nią związane.

## Zbiory
Do najcenniejszych eksponatów należą:
- rzeźby
  - monumentalny posąg Dawid Michała Anioła
  - cykl czterech nieukończonych rzeźb Jeńcy Michała Anioła, przeznaczony do ozdobienia grobowca papieża Juliusza II
- obrazy
  - Madonna Morza (Madonna del Mare) Botticellego
  - Wenus i Kupidyn Jacopa Pontormo
  - Drzewo życia (1310) Pacina di Bonaguida.

Muzeum posiada obrazy takich malarzy, jak:

- Rafael Santi
- Lorenzo di Credi
- Andrea Orcagna
- Pietro Perugino
- Agnolo Bronzino
- Domenico Ghirlandaio
- Benozzo Gozzoli
- Paolo Uccello
- Andrea del Sarto
- Filippino Lippi
- Lorenzo Monaco
- Fra Bartolomeo